# Политически спектър
Политическият спектър представлява съвременно разделение на политическите идеологии от политологическа гледна точка.
Напоследък политическите анализатори и политиците разделят политиката на лява и дясна в политическия спектър. Често се използва идеята за центристка политика, обозначаваща средния път между двете крайни направления на дясното и лявото. Тази класификация е сравнително ново явление (не се използва от Аристотел или Хобс например) и датира от времето на Френската революция.
Прави се напоследък и едно разграничение между либерали и централисти, според което истинското противопоставяне е между централистите, според които държавата трябва да се намесва на пазара с тежест и другите, според които държавата трябва да има само остатъчна функция спрямо пазара.
Политически партии се делят на няколко основни вида – леви, центристки и десни. Към левите партии обикновено спадат анархистичните, социалистическите и комунистическите. Партията на зелените се състои обикновено от природозащитници. Християндемократическите, националистическите и консервативните партии обикновено се считат за десни. Съществуват и либерални партии.
Разделението „ляво-дясно“ в политическото пространство е обект на дълги дискусии, като се намесват критерии за разграничение като свободата и равенството и най-вече различното им схващане. Според италианския политолог Норберто Бобио, различието между дясното и лявото не са едно дясно равенство и едно ляво равенство, а спрямо различния начин на схващане на отношението равенство-неравенство отдясно и отляво. Бобио разглежда и емоционалното значение на термините. Според него допреди десетина година принадлежността към левицата се е смятало за срамно в Италия, докато днес е обратното. Той изказва мнението, че периодично се променя оценъчното значение на термините, но въпреки това двойката дясно-ляво продължава да описва относително стабилни реалности.

## Произход на разделението на левица и десница
Разделението на левица и десница води началото си от Френската революция от 1789 г. Преди нея във Франция властва абсолютизмът и обществото е строго разделено на съсловия. Във Франция това устройство е известно като Стария ред (Ancien Régime). Събранието на представителите на трите съсловия се нарича Генерални щати (États-Généraux, в превод означава Съсловно събрание). То обаче има само съвещателни функции, защото крайното решение се взема от френския крал. На 5 май 1789 г. е свикано Съсловното събрание, което последно е било свиквано през 1614 г., и е съобщено на представителите на Третото съсловие, че гласовете ще се броят не по брой на депутатите. Към онзи момент Третото съсловие има двойно повече представители спрямо представителите на духовенството и благородничеството, но новото правило при гласуването обезсмисля количественото им преимущество. В отговор на нововъведеното правило представителите на Третото съсловие започват да се събират самостоятелно, като към тях се присъединяват и някои благородници и духовници. Новият орган става известен като Учредително събрание (Assemblée nationale constituante).
Онези, които седели от дясната страна на председателя на това Учредително събрание, се обявили в защита на краля (Стария ред), а от лявата му страна седели онези, които подкрепили Революцията. Един от членовете, барон дьо Говий (Baron de Gauville), обяснил: „Започнахме да се разпознаваме: тези, които са верни на вероизповеданието и на краля заеха местата надясно от престола, за да избегнат крясъците, клетвите и неприличните изрази, които се радваха на свободно изразяване в лагера на противниците.“
През 1791 г. Учредителното събрание е заменено със Законодателно събрание, в което разделението продължава: отляво седят новаторите, по средата умерените, а отдясно защитниците на конституцията, където преди са седели защитниците на Стария ред. През 1792 г. вече се събира Националният Конвент, но и там има подобно разделение, като след въстанието от 2 юни 1793 г. и задържането на жирондистите, дясната страна опустява, а малцината останали преминават към средата. След Термидорианския преврат от 1794 г. членовете на крайното ляво са отстранени, а подходът с разполагането спрямо председателя е изоставен.
След Реставрацията на Бурбоните от 1814 г. политическите клубове са възстановени: мнозинството от ултрароялистите избират да седят отдясно, конституционалистите – по средата (центъра), а независимите – отляво. По това време обаче понятията „ляво“ и „дясно“ не се използват за да се опише определена политическа идеология, а само на разположението в съответния орган. След революцията от 1848 г. двата основни лагера са тези на демократичните социалисти и на реакционерите, които използвали червено-бяло знаме, за да заявяват своята политическа принадлежност.
С обявяването на Третата република във Франция през 1871 г., след френското поражение във Френско-пруската война, понятията стават част от названията на партиите: Републикански леви, Център-десни, Център-леви (1871), Крайно леви (1876) и Радикално леви (1881).

## Белег, по който се извършва разделението на левица и десница
Основно, разграничаването на политическите идеологии се осъществява спрямо два белега: свободата на обществото, според която се определя в каква степен една идеология е либертарианска или авторитарна, и държавната намеса в стопанството, според която се определя дали една идеология е лява, или дясна.

### Сравнение между левица и десница
| Левица                                         | Десница                                        | |
| ---------------------------------------------- | ---------------------------------------------- | --- |
| Повече намеса в стопанството                   | По-малко намеса в стопанството: laissez-faire. | Тук става дума за това дали правителството да се намесва (interventionism) или да не се намесва (laissez-faire) в стопанството, за да постигне желаното благосъстояние на гражданите. Nolan chart го определя като разлика между ляво и дясно.                                                           |
| Определяне къде да работи                      | Право да си избира къде да работи              | Повечето леви идеологии приоритизират интересите на работниците и управляват ресурса с цел подобряване на продуктивността, докато десните идеологии приоритизират дерегулацията (ненамесата) в пазарите.                                                                                                 |
| Равенство на доходите                          | Равенство на възможностите                     | Писателите които характеризират по този признак са Норберто Бобио и Даниеле Алън. В книгата си „Дясно и ляво. Основания и знаения на едно политическо разграничение“, Норберто Бобио се аргументира, че валидната разлика между ляво и дясно е субективното човешкото отношение към идеала за равенство. |
| Правото диктува културата.                     | Културата диктува правото.                     | Това е формулирано от американския сенатор Даниъл Мойниън, но е преразгледано от Едмънд Бърк. |
| Човешката природа и общество са по-отстъпчиви. | Човешката природа и общество са по-фиксирани.  | Това е пример за естествен срещу отгледан, „емпиризъм или биогенетизъм“ аргумент. Предложена е за определение на разделението „ляво-дясно“ от Томас Соуел, и по-късно подкрепено от Джордж Лакоф в книгата му Moral Politics.                                                                            |
| Прогресивизъм                                  | Консерватизъм                                  | Дали да се използва работещата система и да не се променяме доколкото е възможно или да следим най-новите тенденции и да ги прилагаме с риск да се окажат погрешни? |

## Леви и лявоцентристки идеологии
Лявата политическа идеология може да варира от кейнсиянския модел, целящ силна намеса на държавата в икономика и живота на гражданите, през идеята за национализация и планова икономика, до анархо-комунизма, защитаващ създаването на граждански съвети по места, които да се грижат за всичко в определения район. Към началото на XX век, по-голямата част от левите кръгове издигали искания за по-голяма роля на държавата в икономиката. През последната четвърт на века виждането, че правителството (т.е. управляващите, които са избрани от народа и управляват в негово име) трябва да се месят във всекидневната работа на работещите хора губи популярност, особено сред социалдемократите, които започват да приемат идеята за т.нар. „трети начин“ в икономиката, т.е. формиране на нова икономическа политика, съставена едновременно от леви и десни черти.
Други хора от левия спектър защитават идеите на Карл Маркс относно „работническата държава“ и „диктатура на пролетариата“. Според марксистите и марксисто-ленинистите „диктатурата на пролетариата“ е прехода от капитализъм към най-висшия, според вижданията на Карл Маркс, държавен строй, който е комунизма (представляващ според Маркс обща собственост върху средствата за производство, при който строй има свободен достъп за всеки до предметите на производството. Водеща максима при развития комунизъм е „от всеки според способностите, на всекиго според потребностите“.
Левите либертарианци, либертарианците-социалисти и анархистите вярват, че икономиката трябва да се задвижва от работнически съюзи, кооперация, общини и комуни, като се противопоставят едновременно на идеите за икономика, контролирана от държавата и икономика, задвижвана от частния интерес.
Забележка! Изброяването надолу е в ред на придвижване от политическото ляво пространство към политическия център. Следователно, има низходяща градация.

## Дясноцентристки и десни идеологии
Класическият десен консерватизъм се оформя след Френската революция (1789 – 1799 г.), според чиито възгледи новите течения в лицето на забогателите търговци, Просвещението, индивидуализма и индустриализма представлявали заплаха за съществуващия ред, което означавало, че срещу тях трябва да бъде организирана съпротива. През XIX в. обаче тези, определящи себе си като десни, започнали да подкрепят хората, натрупали богатство от производство или търговия, вместо традиционно изкарваната на преден план аристокрация. Така под дясна икономическа политика започва да се разбира подкрепата за индустриалеца – организатор на работния процес, който в левите идеологии и най-вече марксизма е сочен единствено като „паразит“.
В модерни времена „дясно“ се използва твърде често за описването на т.нар. „лесе-фер“ капитализъм, според което виждане разплащанията между частни лица и организации трябва да бъдат свободни от държавни регулации, тарифи и субсидии. Безспорно най-известен е десният неолиберален модел, популяризиран от американския президент Роналд Рейгън и британският министър-председател Маргарет Тачър. Неолибералният модел се състои в свобода на пазара, приватизация и колкото е възможно по-малко регулации от страна на държавата, както и станалият типичен за дясното модел на социално подчинение. Дясното либертарианство издига като най-висши свобода правото на търговия и свободен пазар и защитава освен това частната собственост. Консервативните авторитаристи от крайното дясно на политическия спектър са хората, от които произлиза фашизма.
Забележка! Изброяването надолу е в ред на придвижване от политическия център към политическото дясно пространство. Следователно, има възходяща градация.

### Либерален консерватизъм
Според изследователя Андрю Винсънт, максимата на либералния консерватизъм е „стопанството преди управленските дела“ (на английски: economics is prior to politics). Като идеология се отличава със застъпничество за свободен пазар и подкрепя предприемачеството без ограничения, но е по-въздържан по отношение на обществените порядки.

### Консерватизъм

#### Неоконсерватизъм
Неоконсерватизмът е политическо движение, зародило се в САЩ през 1960-те години на ХХ в. сред представители на Демократическата партия, които не одобряват с вътрешната и особено външната ѝ политика.